# Història antiga del Iemen

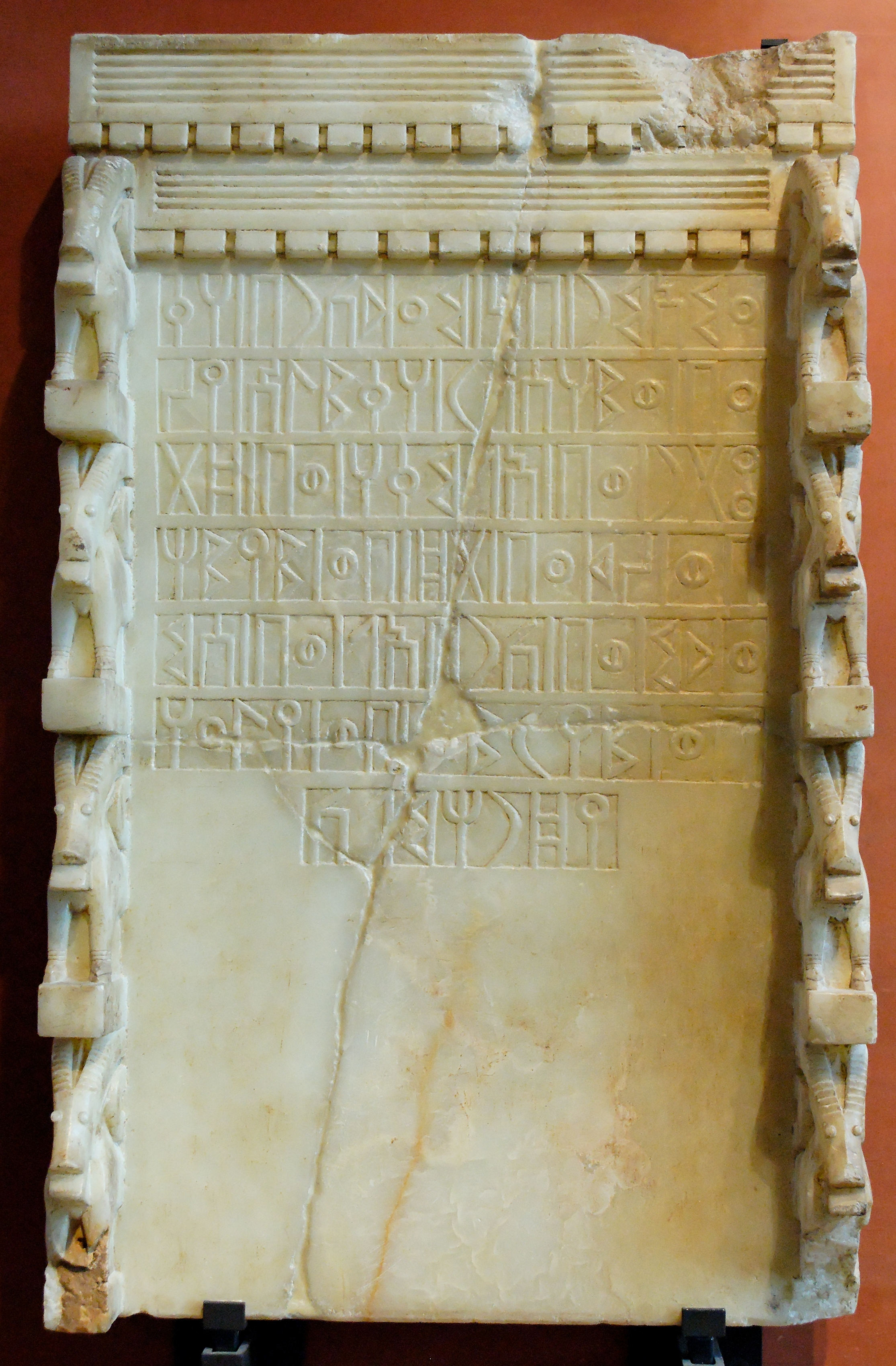
Inscripció sabea adreçada al déu lunar Almaqah, que menciona cinc déus del sud d'Aràbia, dos sobirans regnants dos governadors, segle VII aC.

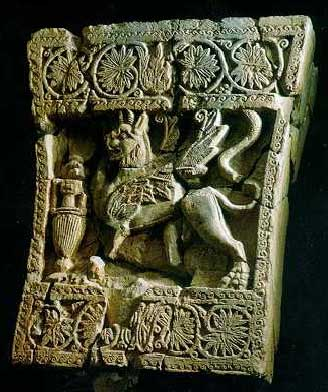
Un griu del palau reial a Xabwa, la capital de Hadhramaut.

La història antiga del Iemen és especialment important perquè el Iemen és un dels centres de civilització més antics de l'Orient Pròxim. La seva terra relativament fèrtil i les precipitacions adequades en un clima més humit ajudaven a sostenir una població estable, un tret reconegut per l'antic geògraf grec Claudi Ptolemeu, que descrivia el Iemen com a Eudaimon Arabia (més conegut en la seva traducció llatina, Arabia Felix) que significa Aràbia Afortunada o Aràbia Feliç. Entre el segle viii aC i el segle vi aC, va ser dominat per sis estats principals que rivalitzaven o s'aliaven l'un amb l'altre i controlaven el lucratiu comerç d'espècies: Sabeus, Ma'in, Qataban, Hadhramaut, Awsan, i Himiarites. L'Islam arribà l'any 630 de la nostra era, i el Iemen esdevingué part del reialme musulmà.

## Qahtan pre-dinàstic (3r mil·lenni aC -segleviiiaC)
Segons algunes hipòtesis, durant el 3r mil·lenni aC els àrabs del sud de la Península Aràbiga s'uniren sota la direcció de Qahtan. Els Qahtanis començaven a construir preses de terra simples i canals en l'àrea de Marib al desert de Sayhad. En aquesta zona es construiria més endavant la presa de Marib. Començà a florir una ruta comercial al llarg de les costes de la Mar Roja prop de Tihama. Aparegué un orde de sums sacerdots en la cultura del sud d'Aràbia als quals hom es refereix com a Mukkaribs dels sabeus" representats per líders tribals locals que vingueren a governar el sud d'Aràbia i algunes parts d'Àfrica Oriental. Aquest període presencià el regnat de la llegendària Reina de Sabà i acabà amb l'arribada de l'alfabet al segle ix aC, una variant de l'escriptura fenícia que permetrà la documentació escrita de la història del sud d'Aràbia.

## Kaminahu
Kaminahu (moderna Kamna) fou un antic regne o més pròpiament una ciutat estat de l'Aràbia del sud, situada a uns 25 km al nord-oest de Ma'in, la capital dels mineus, que va florir junt amb altres vers el segle viii aC i existia ja abans. A Kamna es va trobar un dels anomenats Banat ‘Ad ("Les Filles de ‘Ad") amb pilars decorats en incisió i baixos relleus, amb inspiració mesopotàmica, que també existeixen a Ma'in, Kharibat Hamdan, al-Sawda i al-Baidha, datats a l'inici del primer mil·lenni aC
A la segona meitat del segle viii aC va tenir conflictes amb Naixan i aquesta va recórrer a l'aliança dels sabeus. Però després Naixan i Sabà van entrar en guerra i Kaminahu es va aliar amb Sabà (que potser ja hi havia imposat abans l'hegemonia) i va restar sota la seva influència a partir del segle VII aC. El regne de Sabà després de la guerra li va cedir Naixq (moderna al-Baydha), antiga dependència de Nashan, a canvi del seu suport.
Al segle v aC la influència de Sabà fou substituïda per la de Ma'in; els sabeus van recuperar influència al segle iv (en tot cas Naixq va quedar sota el seu control) però Kaminahu es va mantenir en l'òrbita de Ma'in fins al segle ii aC si bé reapareix com independent amb la decadència de Ma'in al segle ii combinada amb l'arribada de les tribus àrabs que venien del nord que van penetrar en aquest segle ii aC i progressivament van anar controlant el comerç. El regne de Haram ho va patir el primer i amb més intensitat, si bé es manifesta també en altres llocs i també a Kaminahu. Apareixen deïtats àrabs com Halfan i Dhu-Samawi, i es donen canvis polítics com la substitució del rei per un consell i una assemblea tribal; també canvia la llengua i el madhabià (la llengua minea) deixa el lloc a una llengua barreja de sabeu i àrab. La situació devia ser similar a Ma'in, Naixan i Haram.
Vers el 26 aC l'exèrcit romà arriba al Djawf, saqueja les ciutats que queden molt tocades; el regne de Ma'in, sense els sistemes de reg que ja no funcionen per la manca de manteniment causat per l'afebliment del poder, i desaparegudes les rutes caravaneres en profit de la ruta marítima, s'enfonsa; es produeix l'abandonament de les ciutats de la plana o la seva substitució per sabeus o himyarites. Al començament de l'època cristiana el comerç havia desaparegut controlat pels nabateus. Kaminahu ja no apareix en cap inscripció del segle i ni al lloc ni a les ciutats veïnes. S'ha identificat Kaminahu amb la Camicanum que esmenta Plini el Vell (Historia Natural, VI, 32, 160) i que hauria estat destruïda per Eli Gal, sense haver-se pogut recuperar.
Diverses inscripcions han conservat el nom dels seus sobirans, però les dates de regnat estan subjectes a revisió.

### Llista de sobirans
- Amikaribn
- Waqahab
- Amianas
- Ammiyitha vers 580-570 aC
- Ammixafiq vers 570-560 aC
- Ammikarib vers 560-550 aC
- Biathtar vers 550-540 aC
- Muhaqim vers 540-530 aC
- Ilisami I vers 530-515 aC
- Nabat-ali Amir ibn Ilisami vers 515-495 aC
- Ilisami II Nabat vers 495-475 aC
- Desconeguts vers 475-420 aC
- A Ma'in vers 430-200 aC
- Desconeguts vers 200-160 aC
- Wahbu ibn Masudu vers 160-140 aC
- Desconegut vers 140-120 aC
- a Sabà-Dhu-Raydan vers 120 aC

## Inabba
Inabba fou un antic regne o més pròpiament una ciutat estat de l'Aràbia del sud, situada a menys de 15 km a l'est de Ma'in, la capital dels mineus, que va florir junt amb altres a partir del segle viii aC, i existia ja abans a l'inici del primer mil·lenni.
Va gaudir algun temps d'independència però encara que la llengua utilitzada a les inscripcions és el madhabià, una part de les divinitats del panteó són sabees com Sami, que era objecte de culte al santuari confederal de Djabal al-Lawdh a 14 km al nord-est d'Inabba, i a Marib la capital de Saba. Es sospita que era un estat vassall del regne de Sabà que gaudia de certa autonomia; estava situada a mig camí entre Yathill (Baraqish) i el santuari, dos llocs sota influència sabea als segles VIII i VII aC. Una inscripció han conservat el nom d'un dels seus sobirans que dona el nom del pare, probablement l'antecessor:
- Sumhuyitha
- Waqahil Yafush ibn Sumhuyitha

Després del segle VII aC ja no apareix cap inscripció ni cap indici que la ciutat hagués subsistit. Al mateix temps al final del segle VII o a l'inici del segle vi aC els sabeus van abandonar el santuari de Djabal al-Lawdh, i desapareix també la ciutat de Kuhal, que formava la part sud-est del Djawf Ibn Nasir, i el lloc de Hizmat Abi Thawr, a la mateixa zona, el que s'interpreta com un abandonament davant la potència emergent de Ma'in, però aquesta teoria té un punt feble: Yathill (Baraqix), al bell mig del territori abandonat, que sembla que estava sota control sabeu almenys al segle vii aC, no sols no fou abandonada sinó que encara va conèixer un creixement en els segles següents.

## Regne de Haram
El regne de Haram fou un antic regne o més pròpiament una ciutat estat d'Aràbia del sud, a uns 10 km a l'oest de Ma'in (la capital dels mineus) a mig camí entre Ma'in i Kaminahu, a 25 km a l'est d'Al-Baydha (Iemen), al lloc de la moderna Kharibat Hamdan.
A Kharibat Hamdan es va trobar un dels anomenats Banat ‘Ad ("Les Filles de ‘Ad") amb pilars decorats en incisió i baixos relleus, amb inspiració mesopotàmica, que també existeixen a Ma'in, al-Sawda, Kamna i al-Baydha, datats a l'inici del primer mil·lenni aC
Haram va florir com altres estats vers el segle viii aC i vers el 700 aC va esdevenir aliat del regne de Sabà, el qual, després de la guerra li va cedir Manhiyat (moderna Hizmat Abi Thawr), antiga dependència de Naixan, a canvi del seu suport. Al segle iv aC la influència de Sabà fou substituïda per la de Ma'in, però reapareix independent al segle iii aC (Manhiyat però havia passat a poder de Saba); tribus àrabs que venien del nord (Athtar i Amir) van penetrar al segle ii aC i progressivament van anar controlant el comerç. El regne de Haram ho va patir el primer i amb més intensitat, si bé es manifesta també en altres llocs i a Ma'in. Apareixen deïtats àrabs com Halfan i Dhu-Samawi, i es donen canvis polítics com la substitució del rei per un consell i una assemblea tribal; també canvia la llengua i el madhabià (la llengua minea) deixa el lloc a una llengua barreja de sabeu i àrab. La situació devia ser similar a Ma'in, Naixan i Kaminahu. Vers el 26 aC l'exèrcit romà arriba al Djawf, saqueja les ciutats que queden molt tocades; els romans no haurien estat directament a Haram, que podria ser la ciutat indicada amb el nom de Carmei per Plini el Vell (Història Natural, VI, 157). El regne de Ma'in, sense els sistemes de reg que ja no funcionen per la manca de manteniment causat per l'afebliment del poder, i desaparegudes les rutes caravaneres en profit de la ruta marítima, s'enfonsa; es produeix l'abandonament de les ciutats de la plana o la seva substitució per sabeus o himyarites. Al començament de l'època cristiana el comerç havia desaparegut controlat pels nabateus. Al segle I es troba la darrera menció de Haram quan els clans Amir i Athtar encara tenen una activitat comercial destacada; però no va sobreviure gaire temps i ja no torna a ser esmentada.
De les inscripcions resulten els nom d'alguns dels seus reis, que difícilment es poden situar encara en ordre cronològic.

### Llista de reis

#### Primera dinastia
- Alimhilal Waqah (segle viii)
- Yaharil
- Yadhmurmalik
- Wataril Dharan ibn Yadhmurmalik

#### Segona dinastia
- Ilikabir Amir
- Yaixurmalik Nabat
- Hawtarathat
- Maadikarib Raydan ibn Hawtarathat

## Regne de Saba (segleviiiaC- 275)
Durant el govern dels sabeus, floriren el comerç i agricultura, generant molta riquesa i prosperitat. El regne sabeu estava situat en el que és ara la regió d'Aseer al sud-oest del Iemen sud-oest, i la seva capital, Ma'rib, estava situada prop del que és ara la capital moderna del Iemen, Sanà. Segons la tradició àrab, el fill gran de Noè, Sem, fundà la ciutat de Ma'rib.
Durant el govern del sabeus, el Iemen fou anomenat "Arabia Felix" pels romans que quedaren impressionats per la seva riquesa i prosperitat. L'emperador romà August envià una expedició militar per conquerir l'"Arabia Felix", sota les ordres d'Eli Gal. Després d'un infrtuctuó setge de Ma'rib, el general romà es retirava a Egipte, mentre que la seva flota destruïa el port d'Aden per garantir la ruta romana de comerciants a l'Índia.
L'èxit del regne es basava en el cultiu i comerç d'espècies i aromatics incloent-hi oliban i mirra. Aquests s'exportaven a la Mediterrània, l'Índia, i Abissínia, on eren apreciats en gran manera per moltes cultures, utilitzant camells en rutes a través d'Arabia, i a l'Índia per mar.
L'agricultura al Iemen va créixer durant aquesta època a causa d'un sistema de reg avançat que constava de grans túnels d'aigua en muntanyes, i preses. El més impressionant d'aquests moviments de terres, conegut com a Presa de Ma'rib, fou construït pels volts de la dècada del 700 aC, i proporcionava irrigació per vora 25.000 acres (101 km²) de terreny i es mantingué durant més d'un mil·lenni; va col·lapsar definitivament al 570, després de segles de negligència. La destrucció final de la presa és assenyalada a l'Alcorà i el consegüent fracàs del sistema de reg provocà la migració de fins a 50.000 persones.
El regne sabeu, amb la seva capital a Marib, on encara es poden veure les restes d'un gran temple, creixé durant gairebé 14 segles. Alguns han sostingut que aquest regne era el Regne de Sabà descrit en l'Antic Testament.

### Gurat
Gurat fou un regne sabeu que va restar independent després de la conquesta del regne de Sabà (capital Marib) pels himyarites, vers el segle i. Les inscripcions donen el nom de sis dels seus reis, la datació dels quals s'ha de fer per medis paleogràfics i és molt incerta.

#### Llista de reis
- Nasha-Karib Yahamin ben Dhamar Ali Bayin II
- Sad Shams Asra ben Ilsharah Yahdub
- Murtaza Yuhamin
- Farim Yanhub
- Ilsharah Yahdub II
- Nash'a-Karib Yamin

## Regne de Hadhramaut (segleviiiaC- 300)

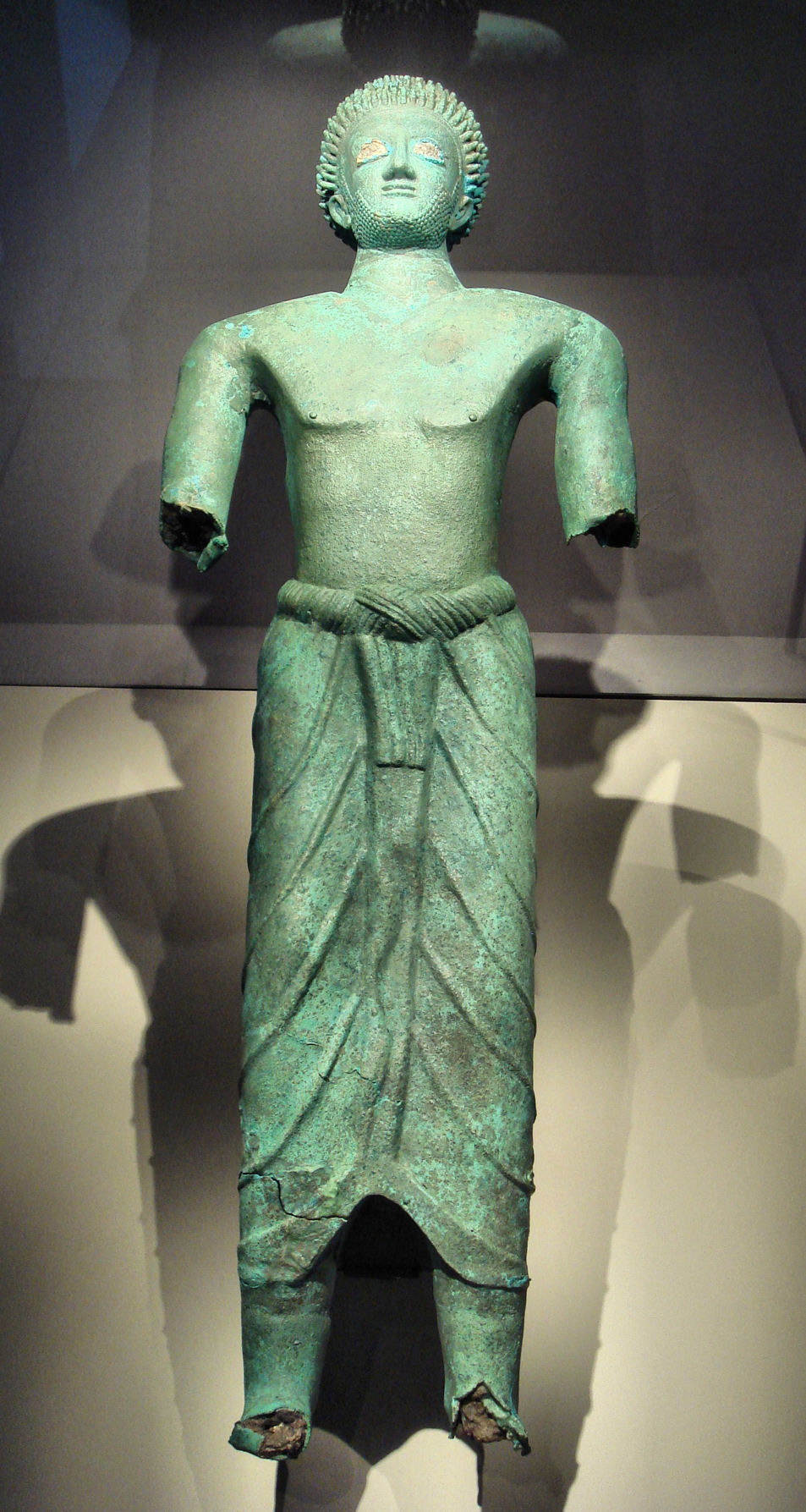
"Home de bronze" trobat a Al-Baydha" (antiga Naixqum). Segles VI-V aC. Museu del Louvre.

Les primeres inscripcions conegudes de Hadramaut es remunten al segle viii aC. La primera referència feta per una civilització externa la trobem en una inscripció en antic sabeu de Karab'il Watar de principis del segle vii aC, en la qual el rei de Hadramaut, Yada'il, és esmentat com un dels seus aliats. Quan els mineus van prendre el de les rutes de les caravanes, al segle iv aC, tanmateix, Hadramaut va esdevenir un dels seus confederats, probablement a causa d'interessos comercials. Més tard esdevingué independent i fou envaït per l'emergent regne de Himyar cap al final del segle i aC, però fou capaç repel·lir l'atac. Hadramaut s'annexionà Qataban en la segona meitat del segle ii, i aconseguí la seva màxima extensió. Durant aquest període, Hadramaut estava contínuament a guerra amb Himyar i Saba', i el rei sabeu Xa'irum Awtar fou fins i tot capaç de prendre la seva capital, Xabwa, en 225. Durant aquest període el Regne d'Axum començà a interferir-se en els afers dels àrabs del sud. El rei Gadarat d'Axum actuà enviant tropes, comandades pel seu fill, Bygt, des de la costa occidental per ocupar Zafar, la capital himiarita, així com des de la costa del sud contra Hadramaut com a aliats dels sabeus. El regne de Hadramaut fou finalment conquerit pel rei himairita Xammar Yuhar'ish al voltant de 300 Ce, el qual va unificar tots els regnes àrabs del sud.

## Regne d'Awsan (800 aC - 500 aC)
L'antic Regne d'Awsan al sud d'Aràbia (Iemen modern), amb una capital a Bisgog Yahirr al uadi Markha, al sud de l'uadi Bayhan, és ara marcat per un tell o turó artificial, anomenat localment Hagar Asfal a Xabwa. Un cop fou un dels petits regnes més importants del sud d'Aràbia. La ciutat sembla haver estat destruïda al segle vii aC pel rei i mukarrib de Sabà Karib'il Watar, segons un text sabeu que comunica la victòria en termes que certifiquen la seva importància per al sabeus.

## Regne de Qataban (segle IV aC - 200)

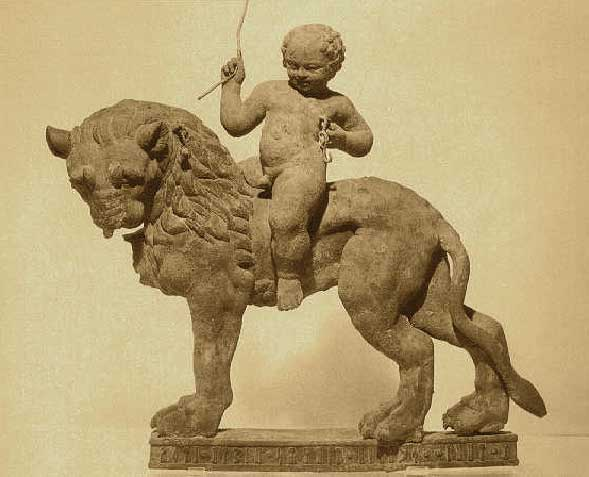
Lleó de bronze amb un genet fet pels qatabanites circa 75-50 aC

Qataban fou un dels antics regenes iemenites que creixeren a la vall de Baihan. Com els altres regnes àrabs del sud, guanyà gran riquesa amb el comerç d'encens d'oliban i mirra que es cremava a altars. La capital de Qataban era coneguda amb el nom de Timna i estava situada en la ruta comercial que passava a través dels altres regnes de Hadramaut, Saba i Ma'in. La divinitat principal del qatabanians era Amm, o "Oncle" i la gent s'anomenava els "nens d'Amm".

## Regne de Ma'in (segleviiiaC- 100)
Durant el govern mineu, la capital es trobava a Qarnaw (ara coneguda com a Ma'in). La seva altra ciutat important era Yathill (ara coneguda com a Baraqix). Altres parts del modern Iemen inclouen Qataban i la cadena costanera d'estacions de reg conegudes com el Hadhramaut. Per bé que Sabà dominà en el primer període de la història del sud d'Aràbia, les inscripcions minees són del mateix període cronològic, així com les primeres inscripcions sabees. Predaten l'aparició dels mateixos mineus, i, per això, s'anomenen ara més apropiadament com a "Madhabiques" més que "Minees". El regne mineu se centrava al Iemen nord-occidental, amb la majoria de les seves ciutats situades al llarg del Wadi Madhab. Les inscripcions minees s'han trobat molt enfora del Regne de Ma'in, tan lluny com a al-Ula a Aràbia Saudita nord-occidental i fins i tot a l'illa de Delos i a Egipte. Fou el primer dels regnes àrabs Sud que va acabar, i la llengua minea s'extingí al voltant de l'any 100.

## Regne de Himyar (segle II aC - 525)

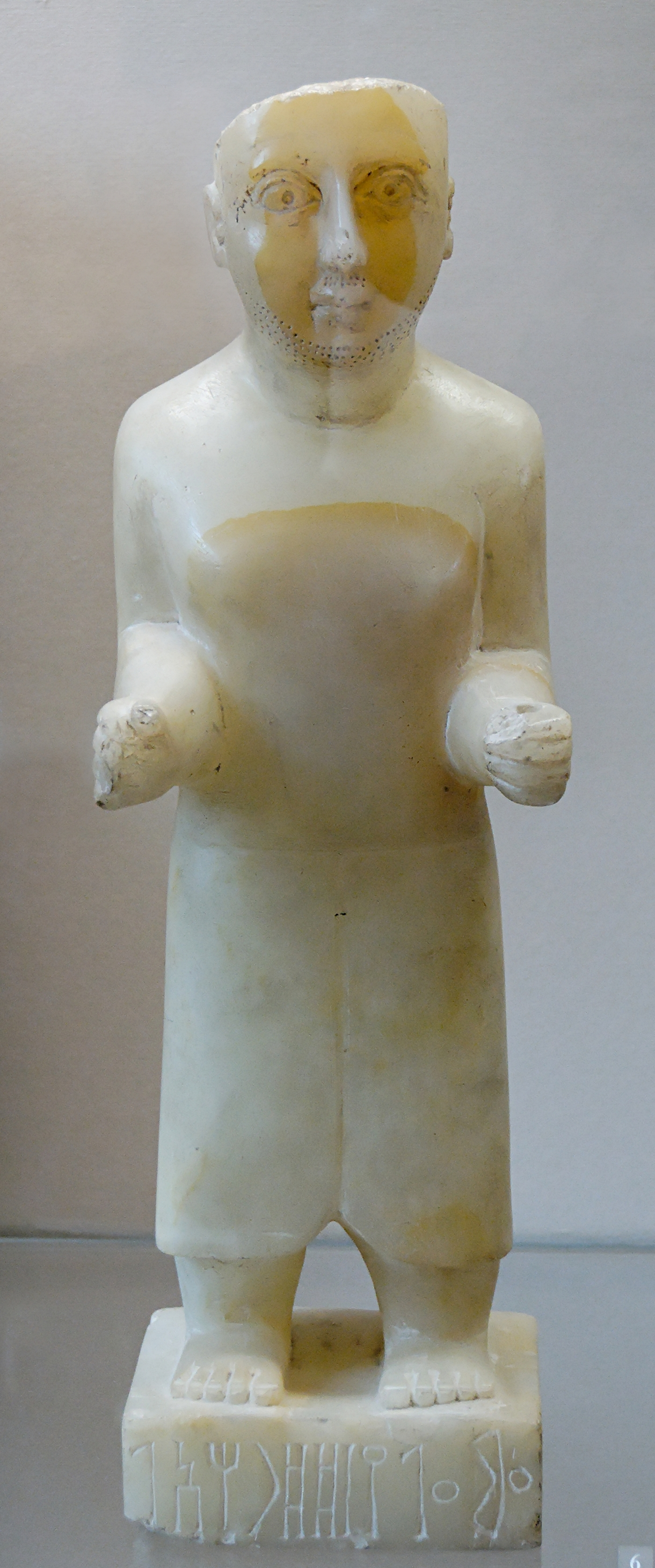
Estàtua d'Ammaalay,,Iemen

Els himiarites havien unit el sud-oest d'Aràbia, controlaven la Mar Roja, així com les costes del Golf d'Aden. Des de la seva capital, els reis himiarites llançaven reeixides campanyes militars, i havien estès el seu domini de vegades tan lluny com al Golf Pèrsic a l'est i tan lluny com al Desert Àrab, al nord.
Durant el segle iii, els regnes àrabs del sud estaven en continu conflicte l'un amb l'altre. Gadarat d'Axum començava a interferir en els afers dels àrabs del sud, signant una aliança amb Sabà, i un text himiarita assenyala que Hadramaut i Qataban estaven també tots aliats contra el regne. Com a resultat d'això, el Regne d'Axum va poder capturar la capital himiarita de Zafar en el primer quart del segle iii. Tanmateix, les aliances no duraven, i Xa'ir Awtar de Saba' inesperadament es girà vers Hadramaut, i s'alià altre cop amb Aksum i prengué la seva capital en 225. Himyar llavors s'alià amb Saba' i envaí els territoris aksumites novament presos, reconquerint Zafar, que havia estat sota el control del fill de Gadarat, Bygt, i fent retrocedir Aksum cap a la Tihama.
Establiren la seva capital a Zafar (ara només un poble petit a la regió d'Ibb) i gradualment absorbiren el regne sabeu. Comerciaven des del port de Mawza'a en la Mar Roja. Dhu-Nuwàs, un rei himiarita, convertí el judaisme en religió estatal alcomençament del 6è segle i començà a massacrar els cristians. Indignat, Caleb, el rei cristià d'Aksum amb l'encoratjament de l'emperador romà d'Orient Justí, envaí s'annexionà el Iemen. Aproximadament cinquanta anys més tard, el Iemen queia en mans de Pèrsia.

## Regne d'Axum (520 - 570)
Sota el rei himiarita Maadi-Karib Yafur (Lahia ibn Yanuf) (vers 500-517 o 523) van començar persecucions dels cristians. El seu fill Dhu-Nuwàs, en circumstàncies no aclarides, va succeir a Maadikarib Yafur a una data incerta entre el 517 i el 523. Convertit al judaisme va perseguir els cristians de Nadjran, Mukha i Zafar vers 524 (persecucions testimoniades en tres inscripcions que donen el nom del rei com a Yusuf Aixar que era el mateix personatge que Yússuf Dhu-Nuwàs) cosa que hauria provocat la intervenció etíop (aksumita) a petició de l'Imperi Romà d'Orient. Una carta del bisbe Simeó Beth Arsham esmenta la persecució (20 de gener del 524); aquesta carta permet suposar que va arribar al tron el 523. També se sap que Simeó fou enviat per l'emperador Justí I per negociar la pau amb el làkhmida Mundhir III a Ramla, al desert sirià, justament el 524. A Rambla al-Mundhir va rebre una carta de Dhu-Nuwàs que deia que "el rei que els abissinis han enviat contra nosaltres, és mort i jo sóc el rei de tota la regió himiarita" el que suggereix que els etíops ja havien fet una primera expedició i, per tant, es creu que la carta de Simeó fent referència a la persecució correspon a una segona persecució i que abans n'hi havia hagut una altra entorn del 521. Llavors el rei etíop va enviar un exèrcit que va ser enganyat per Dhu-Nuwàs i va ser aniquilat i l'emperador es va retirar deixant un virrei i una guarnició; Segons Cosmes Indicopleustes el negus  buscava suport jurídic per reclamar Himyar des del 518 i les fonts abissínies donen a entendre que els cristians del Iemen pagaven directament els tributs al negus. D'acord amb la documentació existent, Dhu-Nuwàs va convidar (vers 524) al rei Mundhir III, que estava en guerra contra l'Imperi Romà d'Orient al desert sirià, a imitar-lo i exterminar tots els cristians si no renegaven de la fe de Crist. En les seves persecucions se sap que va derrotar els cristians a Zufar i va cremar la seva església; després es va dirigir a la costa cap a Mukha on va enviar al seu lloctinent Xarahil Yakbul Dhu Yazan. Relaciona 14000 morts i 11000 presoners. Després va assetjar Nadjran, setge que va durar alguns mesos. Daws Dhu Dhuluban va poder fugir i arribar a la cort de l'emperador romà, on va demanar ajut. El maig del 525 un exèrcit aksumita ja intervenia a petició de l'emperador amb un contingent d'entre 70.000 i 120.000 homes.
Una altra versió sobre l'ascens de Dhu-Nuwàs assenyala que Madikarib (o Maadikarib) hauria abdicat en haver portat al país a la ruïna econòmica, després de demanar un préstec de molts diners al cristià de Nadjran Rahma, diners que no podia retornar. Dhu-Nuwàs llavors, junt amb altres nobles himiarites, va assolir el poder i per evitar retornar el préstec va iniciar les persecucions; va tenir el suport de la tribu dels Dhu Yazan, dirigida per Sharahil Yakbul Dhu Yazan, que fou lloctinent de Dhu-Nuwàs en les persecucions de Zufar i Nadjran. Aquest personatge sembla que era l'avi de Sumayfa que sembla el rei o virrei que (segons Procopi) Hellestheaios d'Axum va posar al tron després d'enderrocar a Dhu-Nuwàs; Sumayfa Aixwa apareix com a Esimifaios, Sumu-Yafa' Aixwa' i Esimfey (a les inscripcions himiarites com SMYF'); és esmentat com a fidel de Dhu-Nuwàs el 524 i després com a enemic i convertit al cristianisme; el seu govern se situa en unes dates entre el 526 i el 531, quan fou enderrocat per una part de les tropes abissínies que van proclamar el seu cap, Abraha, ex esclau d'un mercader romà d'Orient d'Adulis. És probable que Dhu-Nuwàs pertanyés a la tribu dels Dhu-Yazan. Segons les fonts siríaques Dhu-Nuwàs va morir en combat, i altres diuen que es va suïcidar.
Abraha fou rei vers 531 fins després del 553 (no està testimoniat després d'aquesta data però segurament va seguir governant uns quants anys més fins vers el 570, ja que en aquest any la tradició diu que va fer una expedició a la Meca, just quan va néixer Mahoma). Abraha s'hauria considerat inicialment virrei i més tard, després de derrotar dues expedicions enviades contra ell, s'hauria proclamat rei. La primera expedició hauria estat dirigida per Ariat, i després de la mort del cap s'hauria unit a Abraha; de la segona no es dona el nom, però es diu que fou derrotada. Entre 640 i 650 la inscripció del dic de Marib informa que va reprimir una revolta dirigida pel fill d'Esimifaios (any 657 de l'era sabea). La mateixa inscripció informa de la recepció d'ambaixades de Constantinoble, de Pèrsia, d'Axum, d'Hira (làkhmides), i dels filarca àrab Harith ben Djabala, i també de què les reparacions s'havien acabat a l'any següent. Al 662 (vers 553) de l'era sabea, Abraha va derrotar la tribu àrab dels Ma'add. Per l'encapçalament de les inscripcions d'Abraha ("Par la potencia i el favor i misericòrdia de Deu i del seu Messies i de l'Esperit Sant") i d'Esimifaios ("En nom de Déu, del seu fill el Crist victoriós, i de l'Esperit Sant") es pensa que podria haver-hi diferències religioses al darrere i que Abraha tindria tendències nestorianes. El seu títol, igual que els dels predecessors immediats, era "rei de Saba i senyor de Raydan (Dhu Raydan) d'Hadramawt i del Iemen i de les seves poblacions àrabs a l'altiplà i a les terres baixes" però i adjunta "zly mlkn g'zyn" que no ha trobat traducció convincent. Segons Procopi Abraha no va voler pagar tribut a Hellestheaios però va acceptar de fer-ho al seu successor, que hauria reconegut la situació “de facto”.
Abraha s'hauria establert a Sana i no hauria enviat el tribut i el rei va enviar el general Ariat com a nou governador. La llegenda diu que hi va haver un duel entre els dos homes i que Ariat va morir i Abraha en va sortir amb la cara tallada (al-Aixram, cara-tallada). Altres fonts com el Martyrium Arethae o les Leges Homeritarum de Gegentius bisbe de Zafar el fan rei o virrei per concessió del rei d'abissínia (Aksum) Elesbaas (identificat amb l'Hellestheaios de Procopi), immediatament després de Masruq Dhu-Nuwàs (Yússuf Aixar Yathar) que va regnar del 517 (o 523) al 525 aproximadament, però no està d'acord amb els fets històrics coneguts per l'arqueologia.
La tradició el fa constructor d'una catedral anomenada "al-Qulays" (del grec Ekklesia) per rivalitzar amb la Kaaba de la Meca. En la seva suposada expedició a la Meca del 570 hauria utilitzat elefants per intentar destruir la Kaaba. Segons la tradició musulmana va morir d'una malaltia que va agafar durant l'expedició. Per les dates de la inscripció de Marib, i donat que l'expedició de la Meca és una tradició no reforçada amb cap document històric, podria haver mort en qualsevol moment després del 553 data més llunyana en què apareix documentat.

## Període sassànida (570 - 630)
El rei persa Còsroes I va enviar tropes sota sota el comandament de Vahriz, que ajudava el semi-llegendari Sayf ibn Dhi Yazan a conduir els aksumites etiòpics fora del Iemen. El sud d'Aràbia esdevingué un domini persa sota un vassall iemenita i així entrà en l'esfera d'influència de l'Imperi Sassànida. Posteriorment, un altre exèrcit fou enviat al Iemen, i en 597/8 el sud d'Aràbia es convertia en una província de l'Imperi Sassànida sota una sàtrapa persa. Fou una província persa de nom però després que els perses assassinessin Dhi Yazan, el Iemen es dividí en un cert nombre de regnes autònoms.
Aquest desenvolupament fou una conseqüència de la política expansionista seguida pel rei sassànida Còsroes II (590-628), el propòsit del qual era el de protegir les zones frontereres perses com el Iemen d'incursions romanes d'Orient. Després de la mort de Còsroes el 628, el governador persa del sud d'Aràbia, Badhan, es convertí a l'islam i el Iemen seguí la nova religió.